# Brandon Davies
Brandon Davies (nascut el 25 de juliol de 1991 a Filadèlfia, Pennsilvània) és un jugador de bàsquet nord-americà, que també té nacionalitat i representa la selecció nacional d'Uganda. Actualment juga a la lliga ACB amb el València bàsquet 
Amb 2,09 metres d'altura, juga en la posició de pivot.

## Trajectòria esportiva

### Universitat
Va jugar durant quatre temporades amb els Cougars de la Universitat Brigham Young, on va fer una mitjana de 12,4 punts, 6,2 rebots i 1,6 assistències per partit. En les seves dues últimes temporades va ser inclòs en el millor quintet de la West Coast Conference.

### Professional
Després de no ser triat al Draft de l'NBA del 2013, va jugar amb Los Angeles Clippers la NBA Summer League, i va arribar a fitxar per l'equip setmanes després, però va ser acomiadat abans del començament de la competició. Una setmana més tard, el 20 d'octubre va fitxar com a agent lliure per Philadelphia 76ers, amb els quals va debutar davant Chicago Bulls, anotant dos punts.
L'11 de desembre de 2014, Davies va ser traspassat als Brooklyn Nets a canvi d'Andrei Kirilenko, Jorge Gutiérrez, una elecció de segona ronda pel draft de 2020 i els drets d'intercanviar eleccions de segona ronda pel 2018.
El gener de 2015 va fitxar per la resta de la temporada amb l'Élan Sportif Chalonnais francès.
L'agost de 2015 va signar amb l'equip italià del Pallacanestro Varese per una temporada.
El juliol de 2016 va fitxar per l'AS Mònaco Basket de la lliga francesa.
El juny de 2017 Davies va signar un contracte d'una temporada més una altra opcional amb el conjunt lituà del Žalgiris Kaunas.
Després de finalitzar el seu contracte amb Žalgiris Kaunas, el 4 de juliol de 2019 fitxa pel Futbol Club Barcelona per a les properes dues temporades.
La temporada 2020-21 va arribar amb el Barça a la final de l'Eurolliga (derrota contra l'Efes Pilsen), i va guanyar contra el Reial Madrid la Copa del Rei i la Lliga ACB amb els blaugrana.
El tram final de la lliga ACB 2021-22 té una davallada clara del seu rendiment, mentre refusa ofertes de renovació. A finals de juny s'anuncia que abandona el club i signa per dues temporades amb Olímpia Milano.